# 堀口万吉
堀口万吉（ほりぐち まんきち、1929年 - 
2017年12月26日 ）は、日本の地質学者。

## 略歴
埼玉県に生まれる。1954年、埼玉大学文理学部卒業。埼玉大学教養部教授、埼玉県文化財保護審議会委員を経て、埼玉大学名誉教授。2016年春の叙勲で、瑞宝中綬章受章。

## 著書
- 『埼玉の自然をたずねて（日曜の地学1）』（改訂版）、堀口万吉（監修）、築地書館、2012年

## 論文

### 単著
- 「石灰藻類の石灰壁について」、『地質学雑誌』、70(826)、388、1964
- 「関東盆地西部の第四系の問題」、『地質学雑誌』、73(2)、116、1967
- 「大宮台地南部の地質」、『地質学雑誌』、76(2)、80、1970
- 「関東山地北東部の地形について」、『埼玉大学紀要』（自然科学篇）、8、83-89、1973
- 「関東平野西部の地形区分と段丘面の変動」、『関東地方の地震と地殻変動』、119-127、1974
- 「多摩丘陵の上総層群と加治丘陵の仏子層の対比」、『関東地方における震源分布の地質学的意義報告書』（総合研究A）、23-27、1978
- 「1973年2月1日に噴火した浅間山の火山灰について」、『埼玉大学紀要』（自然科学篇）、14、123-127、1978
- 「秩父山地の第四紀変動 : 第四紀」、『日本地質学会学術大会講演要旨』、87、60、1980
- 「関東平野中央部における考古遺跡の埋没と地殻変動」、『地質学論集』、20、79-94、1981
- 「埼玉県寿能泥炭層遺跡の概況と自然環境に関する2・3の問題」、『第四紀研究』、22(3)、231-244、1983
- 「古代の地震にともなう噴砂とその意義」、『日本地質学会学術大会講演要旨』、93、582、1986
- 「島根県産出の中新世海藻化石について」、『島根大学地質学研究報告』、6、47-48、1987
- 「関東平野中部の立川ローム上部層について」、『日本地質学会学術大会講演要旨』、95、108、1988
- 「埼玉県の地形 -地質に関する補遺1-」、『埼玉大学紀要』（自然科学篇）、26、31-42、1990
- 「利根川中流低地における行田市高山古墳埋没の予察的研究」、『埼玉大学紀要』（自然科学篇）、27、45-55、1991
- 「ヒマラヤと日本 : 衝突帯と沈み込み帯の地史・造山論の比較』、『地質学雑誌』、98(7)、682-683、1992
- 「関東平野中央部地下地質の概要」、『地団研専報』、42、1-16、1994
- 「利根川中流低地の変動と古代地震」、『地球科学』、51(1)、40-50、1997

### 共著
- 「秩父山地東部の山地ロームとその意義」、渋谷紘・堀口万吉、『地質学雑誌』、70(826)、408、1964
- 「比企丘陵第三系より褐藻類化石の発見」、堀口万吉・馬場太加、『地質学雑誌』、70(827)、478-479、1964
- 「関東盆地西部の第四系」、堀口万吉・渋谷紘・小勝幸夫、『地質学雑誌』、75(2)、100、1969
- 「東松山市東部低地の古環境について」、堀口万吉・永野巌・小林健助、『埼玉大学紀要』（自然科学篇）、12、173-189、1976
- 「関東山地東部梅園地域の地質」、堀口万吉・二瓶省三、『埼玉大学紀要』（自然科学篇）、13、111-117、1977
- 「関東平野北部館林台地の古砂丘の検討」、堀口万吉・平社定夫、『埼玉大学紀要』（自然科学篇）、13、99-110、1977
- 「埼玉県狭山市笹井より発見されたアケボノゾウについて」、堀口万吉・三島弘幸・吉田健一、『地球科学』、32(1)、38-40a、1978
- 「大宮台地南部の大里ローム層について」、堀口万吉・河原塚順司、『埼玉大学紀要』（自然科学篇）、15、1-11、1979
- 「関東地方における大地震と小地震の震度分布の比較 : 埼玉県を例にして」、角田史雄・堀口万吉、『地質学論集』、20、21-45、1981
- 「大宮台地北東部における元荒川構造帯（新称）について」、清水康守・堀口万吉 、『地質学論集』、20、95-102、1981
- 「関東地方の震源分布と地質構造」、鈴木尉元・堀口万吉・小玉喜三郎・角田史雄、『地質学論集』、20、225-232、1981
- 「1982年4月26日浅間山爆発による火山灰の分布と粒度組成」、堀口万吉・浅間山火山灰調査グループ、『埼玉大学紀要』（自然科学篇）、18、217-226、1982
- 「関東山地東部・高麗川上流地域の地質と構造」、堀口万吉・竹内敏晴、『埼玉大学紀要』（自然科学篇）、18、227-236、1982
- 「埼玉県深谷バイパス遺跡で発見された古代の噴砂について」、堀口万吉・［他］、『埼玉大学紀要』（自然科学篇）、21、243-251、1985
- 「埼玉県武甲山山頂のローム層の弾性波探査」、堀口万吉・［他］、『埼玉大学紀要』（自然科学篇）、21、253-261、1985
- 「埼玉県深谷市居立遺跡における古代（9世紀）地震の地下割れ目系と地質の調査」、堀口万吉・海野芳聖・清水康守、『埼玉大学紀要』（自然科学篇）、29、9-35、1993